# Oh, by the Way
Oh, by the Way és un box set recopilatori de la banda de britànica Pink Floyd. Inclou tots els seus àlbums d'estudi remasteritzats en format Cd, presentats en estotjos estil mini-vinil, tal com es va fer amb els Lp originals (incloent els seus corresponents extres, com els autoadhesius que incloïa The Dark Side of the Moon). Junt amb això, el box set és d'edició limitada i inclou un pòster dissenyat especialment pel 40è aniversari del primer àlbum de la banda, The Piper at the Gates of Dawn, fet Storm Thorgerson, que inclou quaranta imatges de Pink Floyd.
Va ser publicat el 10 desembre de 2007 a través d'EMI Records al Regne Unit i l'endemà als Estats Units a través de Capitol Records. El seu nom prové d'un vers del tema Have a Cigar: The band is just fantastic, that is really what I think/Oh by the way, which one's Pink? (el qual pot traduir-se al català com a: La banda és simplement fantàstica, és el que crec realment/Oh, a propòsit, qui és en Pink?). Es diu que aquesta línia l'hauria dit un executiu d'alguna de discogràfica als integrants de Pink Floyd.

## Contingut
- The Piper at the Gates of Dawn (agost de 1967)
- A Saucerful of Secrets (juliol de 1968)
- More (juny de 1969)
- Ummagumma (novembre de 1969 - 2 discos)
- Atom Heart Mother (octubre de 1970)
- Meddle (novembre de 1971)
- Obscured by Clouds (juny de 1972)
- The Dark Side Of The Moon (març de 1973)
- Wish You Were Here (setembre de 1975)
- Animals (febrer de 1977)
- The Wall (desembre de 1979 - 2 discos)
- The Final Cut (abril de 1983)
- A Momentary Lapse of Reason (setembre de 1987)
- The Division Bell (abril de 1994)

## Crèdits
- Roger Waters - baix, vocalista, guitarrista, percussionista, efectes de so, lletres i productor.
- David Gilmour - guitarra, vocalista, efectes de so, baix, lletres i productor.
- Richard Wright - teclat, òrgan, piano, sintetitzador, trombó, clarinet, efectes de so, vocalista, lletres i productor.
- Nick Mason - bateria, percussionista, vocalista, efectes de so i productor.
- Syd Barrett - guitarra, lletrista, vocalista, junt amb tots els col·laboradors de cada àlbum. El qual va participar en The Piper at the Gates of Dawn i A Saucerful of Secrets.